# Cărbunești
Cărbunești es una comuna ubicada en el distrito de Prahova, Rumania.

## Superficie
Posee una superficie de 21,18 kilómetros cuadrados.

## Demografía
Hasta 2021 la población era de 1450 habitantes, con una densidad de población de 68,46 habitantes por kilómetro cuadrado.